# Блеткин, Пётр Михайлович
Пётр Михайлович Блеткин (груз. ბლიოტკინი მიხეილის ძე პეტრე, ბლეტკინი მიხეილის ძე პეტრე, англ. Peter Bletkin); (20.6.1903 — 4.2.1988) — известный советский и грузинский художник-живописец, график. Заслуженный художник Грузинской ССР (1961).

## Биография
П. М. Блеткин родился в Тбилиси 20 июня 1903 года на улице Десемоновской (дом № 18) в семье инженера М. И. Блеткина (мать — П. М. Голицына). Улица располагалась в одном из старых районов города — Рике (Пески).
В возрасте семи лет Пётр поступил в Тбилисскую начальную гимназию, где проучился до поступления в Тбилисское средне-техническое училище. Ещё в юности его больше других занятий привлекали рисование и лепка. Поэтому в 1915 году отец Петра дал своё разрешение на поступление сына в Школу ваяния, живописи и зодчества.
Тифлисская школа живописи, ваяния и зодчества при Императорской Академии художеств была создана после посещения Грузии художниками К. Е. Маковским и И. Е. Репиным. Именно их усилиями в 1901 году в помещении Кавказского Общества Поощрения Изящных Искусств (ул. Грибоедова) было открыто художественное училище, получившее название Первая школа живописи, ваяния и зодчества. В течение первого года школой руководил известный художник и иллюстратор, ученик А. И. Куинджи, А. И. Кандауров. В последующем до 1917 года школу возглавлял известный график и живописец О. И. Шмерлинг.
В 1917 году П. М. Блеткин поступает в Тифлисское среднее техническое училище, но при этом продолжает посещать Школу живописи. В 1922 году оставляет техническое училище и в 1923 году поступает в Тбилисскую Академию Художеств. Пётр Михайлович часто с любовью и благодарностью вспоминал профессоров Е. Е. Лансере (сына известного скульптора Е. А. Лансере, брата художницы З. Е. Серебряковой и племянника А. Н. Бенуа), Е. М. Татевосяна (ученика В. Д. Поленова), классиков грузинкой живописи Г. И. Габашвили и М. И. Тоидзе, а также И. А. Шарлемань. Со многими в дальнейшем сложились тёплые дружеские отношения, а переписка с Е. Е. Лансере длилась вплоть до 1946 года. Неизгладимое впечатление на молодого художника произвёл опыт вернувшихся из Парижа В. Д. Гудиашвили, Д. Н. Какабадзе, Е. Д. Ахвледиани. Большое влияние на П. М. Блеткина оказали уроки известного графика, сценографа, профессора Тбилисской Академии Художеств Г. Ф. Гриневского, под руководством которого ещё будучи слушателем академии проходил практику в Тбилисском театре оперы и балета в 1927 году. В 1929 году Пётр Михайлович Блеткин оканчивает Тбилисскую Художественную Академию по специальности художник-живописец. С 1928 по 1932 работает в Тбилисском театре оперы и балета декоратором. В 1932 году вступил в Союз Художников Грузии.
Долгие годы искренней и сердечной дружбы связывали Петра Михайловича с своими учителями и наставниками Е. Е. Лансере, Г. Ф. Гриневским и вернувшимся из ссылки В. И. Шухаевым; художниками Е. Д. Ахвледиани, В. Белецкой, В. И. Поляковым, В. П. Мосесовым, К. Б. Санадзе, В. П. Петровой, О. А. Сулава; искусствоведами Т. П. Знамеровской, Р. О. Шмерлинг, Е. Л. Приваловой.
Пётр Михайлович Блеткин умер в феврале 1988 года в возрасте 84 лет, похоронен в пантеоне Мухадверди.

## Награды и звания
- орден «Знак Почёта» (17.04.1958)
- Заслуженный художник Грузинской ССР (1961)

## Выставки
Произведения ещё при жизни автора были выставлены в Государственном музее искусства народов Востока (Москва) и Государственном музее искусств Грузии (Тбилиси), Государственном музее Дружбы народов (Тбилиси), Государственном музее Революции ГССР (Тбилиси), Государственном художественном музее (Соликамск), Государственном музее города Телави, Государственном музее им А. Чавчавадзе (Цинандали).
В 1932—1963 годах участвовал во всех республиканских выставках художников Грузии, проводившихся в городах Тбилиси, Телави, Сигнахи. Принимал участие в совместных выставках грузинских художников в городах: Москве (1937, 1947, 1957, 1958, 1971,1988), Ленинграде (1937, 1981), Харькове (1940, 1956), Киеве (1956), Варшаве (1959), Вильнюсе и Каунасе (1963), Таллине и Тарту (1963), Берлине и Лейпциге (1969—1970), Ереване и Баку (1954), Тбилиси (1996, 1997, 1999, 2000).
Персональные выставки художника: Государственная картинная галерея ГССР (Тбилиси, 1984), Центральный Дом Художника ГССР (Тбилиси, 1988), Дом-музей Е. Ахвледиани (Тбилиси, 1989), Выставочный зал Культурного центра «Мзиури» (Москва, 1990), галерея «Ориент» (Тбилиси, 1995), галерея «Sololaki» (Тбилиси, 1996), галереи «Hobby», «N-gallery», «Baia-gallery», «Vernissage» (Тбилиси, июнь—июль 2003)

## О творчестве П. М. Блеткина
«…в работах П.Блеткина привлекают богатство и разнообразие тонких оттенков. Лиричные, несложные по мотивам, но трудные в отношении колористической задачи этюды Блеткина… являются закончеными произведениями по верности и тонконсти наблюдений.» Р. О. Шмерлинг (1961).
«В каждой работе-новые решения, новые сочетания красок, новая тема. И во всех -прекрасная техника, свободная и непринужденная, „крепкий“ реалистический рисунок…краски которыми пишет художник нежных тонов…багатство палитры, тонкость цветовых нюансов и смелость решений — таковы работы П.Блеткина» К. М. Зданевич (1961).
«Многочисленные произведения, созданные П. М. Блеткиным за несколько десятилетий — это свидетельство огромного труда; во всех этих полотнах ощущается неугасающая энергия и творческая радость художника… Он умеет видеть и наслаждаться красочностью и многообразием форм живой природы и предметов. Все это вместе с мастерским владением техникой живописи-определяют ценность его искусства.» А. И. Вольская (1984).
«Он никогда не прислушивался к „модным“ течениям времени, поэтому его искусство никогда не было утилитарным и потребительским. Он всегда верит в истинную живопись, и потому Петр Блеткин для нас является высоким примером гражданина и художника, а его творчество всенародно признанным.» Э. И. Бердзенишвили (1984).
«Картины Блеткина привлекают строгостью классического спокойствия, величавостью образной структуры композиции…при этом в области колорита он с большим вкусом выявляет своё внутреннее состояние души. Манеры письма видоизменялись, но он всегда оставался самим собой. В своих работах Блеткин всегда утверждал и воспевал радость и саму Жизнь. Его чистая, искренняя любовь в большом деле всегда рождает жизнь, а жизнь в искусстве — это бессмертие». Дж. Хундадзе (1987)